# Killer Sounds
Albums de Hard-Fi
Once Upon a Time in the West
(2007)
Singles
1. Good for Nothing
Sortie : 17 juin 2011
2. Fire in the House
Sortie : 5 août 2011
3. Bring It On
Sortie : 24 octobre 2011

Killer Sounds est le troisième album du groupe anglais de rock alternatif Hard-Fi, publié le 19 août 2011, par Warner Music et Necessary Records.

## Liste des chansons
Toutes les paroles sont écrites par Richard Archer.
| No  | Titre             | Durée |
| --- | ----------------- | ----- |
| 1.  | Good for Nothing  | 3:51  |
| 2.  | Fire in the House | 4:13  |
| 3.  | Give It Up        | 4:34  |
| 4.  | Bring It On       | 4:01  |
| 5.  | Feels Good        | 3:54  |
| 6.  | Stop              | 3:43  |
| 7.  | Stay Alive        | 3:44  |
| 8.  | Excitement        | 3:37  |
| 9.  | Love Song         | 3:12  |
| 10. | Sweat             | 3:23  |
| 11. | Killer Sounds     | 3:36  |